# Eriopyga trinotata
Eriopyga trinotata là một loài bướm đêm trong họ Noctuidae.